# Театральная футбольная лига
Театральная футбольная лига (ТФЛ) — российская любительская футбольная лига, основанная в 2015 году и объединяющая футбольные коллективы московских театров. Проводится под эгидой МФФ.

## История
Предложения о создании данной организации впервые прозвучали в 2014 году. Официально лига была учреждена в 2015 году, первый однокруговой чемпионат прошел в марте — июне того же года. Президентом и одним из основателей лиги являлся Б. В Клюев.
Первым победителем в истории первенства стала команда «Содружества актёров Таганки». Вторым стал Камерный музыкальный театр имени Покровского, третье место занял «Et cetera», лишь по числу побед опередивший «Сатирикон».
Позже руководство лиги планировало сделать турнир двухкруговым, однако затем от данной идеи было решено отказаться ввиду высокой занятости игроков в своих театрах. Победителем турнира сезона 2020/21 стала «Геликон-опера», набравшая 28 очков в 10 встречах.
Помимо Москвы филиалы ТФЛ существуют во многих городах, в частности, в Санкт-Петербурге.
Согласно заявлениям организаторов чемпионата, главной целью его проведения является не завоевание призов, а объединение московских театров в едином футбольном турнире и пропаганда здорового образа жизни.
Участниками лиги выступают многие популярные актёры: например, Антон Лапенко играет на позиции голкипера в команде «Электротеатр Станиславский» и неоднократно получал приз лучшему вратарю чемпионата.